# Liste von Persönlichkeiten aus Sendai
Diese Liste zählt Personen auf, die in der japanischen Stadt Sendai geboren wurden oder längere Zeit vor Ort gewirkt haben.

## A
- Hitoshi Abe (* 1962), Architekt
- Kei Akagi (* 1953), Jazzmusiker
- Hirohiko Araki (* 1960), Mangaka
- Suguru Awaji (* 1989), Fechter

## C
- George W. Casey junior (* 1948), General der US Army
- Mone Chiba (* 2005), Eiskunstläuferin
- Kaito Chida (* 1994), Fußballspieler

## D
- Date Masamune (1567–1636), Daimyō
- Doi Bansui (1871–1952), Lyriker und Übersetzer
- Peter Tatsuo Doi (1892–1970), Erzbischof

## F
- Ai Fukuhara (* 1988), Tischtennisspielerin
- Hayasaka Fumio (1914–1955), Komponist
- Ryōjirō Furusawa (1945–2011), Jazzmusiker

## G
- Kenji Gotō (1967–2015), Journalist

## H
- Yuzuru Hanyū (* 1994), Eiskunstläufer
- Miwa Harimoto (* 2008), Tischtennisspielerin
- Tomokazu Harimoto (* 2003), Tischtennisspieler
- Misaki Haruyama (* 2001), Fußballspieler
- Takumi Hashimoto (* 1989), Fußballspieler
- Tada Hayao (1882–1948), General der japanischen Armee im Zweiten Weltkrieg
- Januarius Kyūnosuke Hayasaka (1883–1959), Bischof
- Kiyotsugu Hirayama (1874–1943), Astronom
- Nobuto Hosaka (* 1955), Politiker

## I
- Gō Ikeyamada (?), Mangaka
- Fujisawa Ikunosuke (1859–1940), Politiker
- Imamura Hitoshi (1886–1968), General
- Yui Inokoshi (* 2001), Fußballspieler
- Inoue Shigeyoshi (1889–1975), Admiral
- Takashi Ishii (1946–2022), Regisseur

## K
- Kambara Tai (1898–1997), Dichter und Maler
- Seiko Kanno (1933–1988), Malerin und Lyrikerin
- Yasuyuki Konno (* 1983), Fußballspieler
- Kazuko Kōri (* 1957), Politikerin
- Shun Kumagai (* 1996), Fußballspieler
- Tokio Kumagaï (1947–1987), Modedesigner

## M
- Ishizawa Mai (* 1980), Schriftstellerin
- Yūkō Maki (1894–1989), Bergsteiger
- Nariyuki Masuda (* 1983), Radrennfahrer
- Keisuke Minegishi (* 1991), Fußballspieler
- Shinji Mori (* 1953), Jazzmusiker

## N
- Mari Nakamoto (* 1947), Jazzsängerin
- Atsushi Narita (* 2005), Nordischer Kombinierer
- Jun’ichi Nishizawa (1926–2018), Ingenieur
- Tetsuo Nozoe (1902–1996), Chemiker

## O
- Masakuni Oda (* 1974), Schriftsteller und Science-Fiction-Autor
- Ai Otomo-Yamamoto (* 1982), Volleyballspielerin
- Tsuyoshi Ōtsuki (* 1972), Fußballspieler und -trainer

## S
- Kazumi Saeki (* 1959), Schriftsteller
- Mitsuru Sakurai (* 1956), Politiker
- Ken Sasaki (1943–1991), Pianist
- Raymond Augustin Chihiro Satō (1926–2002), Bischof
- Norie Sato (* 1949), amerikanische Künstlerin
- Rika Satō (* 1971), Tischtennisspielerin
- Sayaka Satō (* 1991), Badmintonspielerin
- Shun Satō (* 2004), Eiskunstläufer
- Sōmei Satō (* 1947), Komponist
- Shiga Kiyoshi (1871–1957), Arzt und Bakteriologe
- Aiko Shimajiri (* 1965), Politikerin
- Kamiyama Sōjin (1884–1954), Filmschauspieler
- Takuya Sugai (* 1991), Fußballspieler
- Yūichi Sugita (* 1988), Tennisspieler
- Ryūga Suzuki (* 1994), Fußballspieler

## T
- Sasaki Tadashi (1907–1988), Bankfachmann und der 22. Präsident der Bank of Japan
- Hidetoshi Takeda (* 2001), Fußballspieler
- Masamichi Takesaki (* 1933), Mathematiker
- Kenta Tanno (* 1986), Fußballspieler
- Shōji Toshishige (1890–1974), Generalmajor
- Sasaki Toyoju (1853–1901), Feministin

## U
- Katsuhiko Umehara (* 1954), Politiker
- Kazutoki Umezu (* 1949), Jazzmusiker

## Y
- Shiori Yamao (* 1974), Politikerin
- Kyōhei Yoshino (* 1994), Fußballspieler